# Julius Vincenz von Krombholz
Julius Vincenz Edler von Krombholz (n. 19 decembrie 1782, Oberpolitz (în apropiere de (Leitmeritz) -  d. 1 noiembrie 1843, Praga) a fost un renumit om de știință, medic, patolog, botanist, micolog, scriitor științific, rector al Universității Carolina și mecena austriac în secolul al XIX-lea. Abrevierea numelui său în cărți științifice este Krombh..

## Biografie

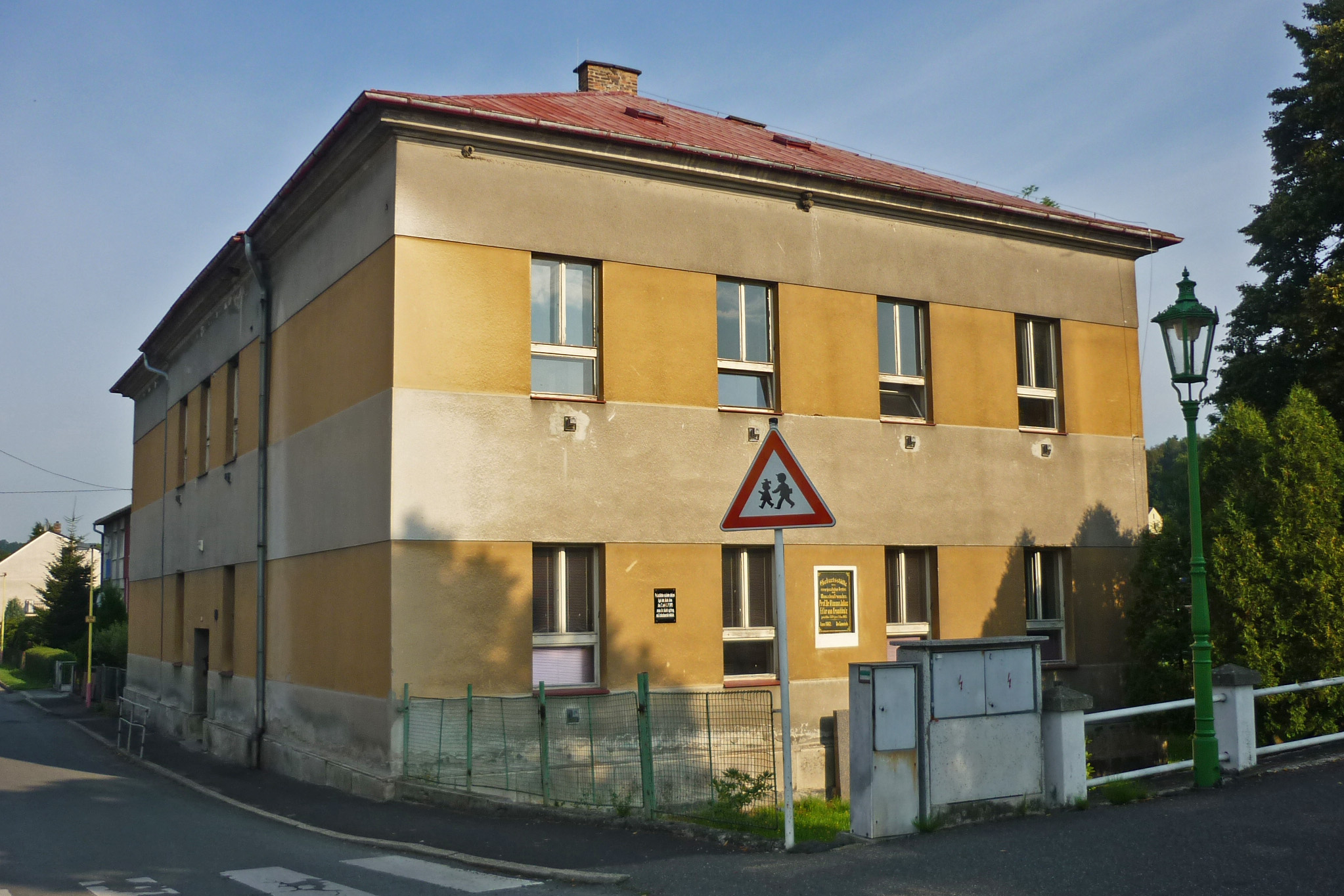
Krombholz: casa de naștere

Tatăl lui, Julius, un învățător, a murit deja devreme, în anul 1788. Familia, având de acea mari probleme financiare a hotărât, băiatul să învețe meseria de săpunar. Dar părintele Beno, decan bisericesc de la Reichstadt, recunoscând inteligența băiatului, i-a făcut posibil frecventarea unui liceu. Acolo, la Praga, a trebuit să câștige bani în plus pentru asigurarea existenței ca cântăreț de cor.

### Medicul

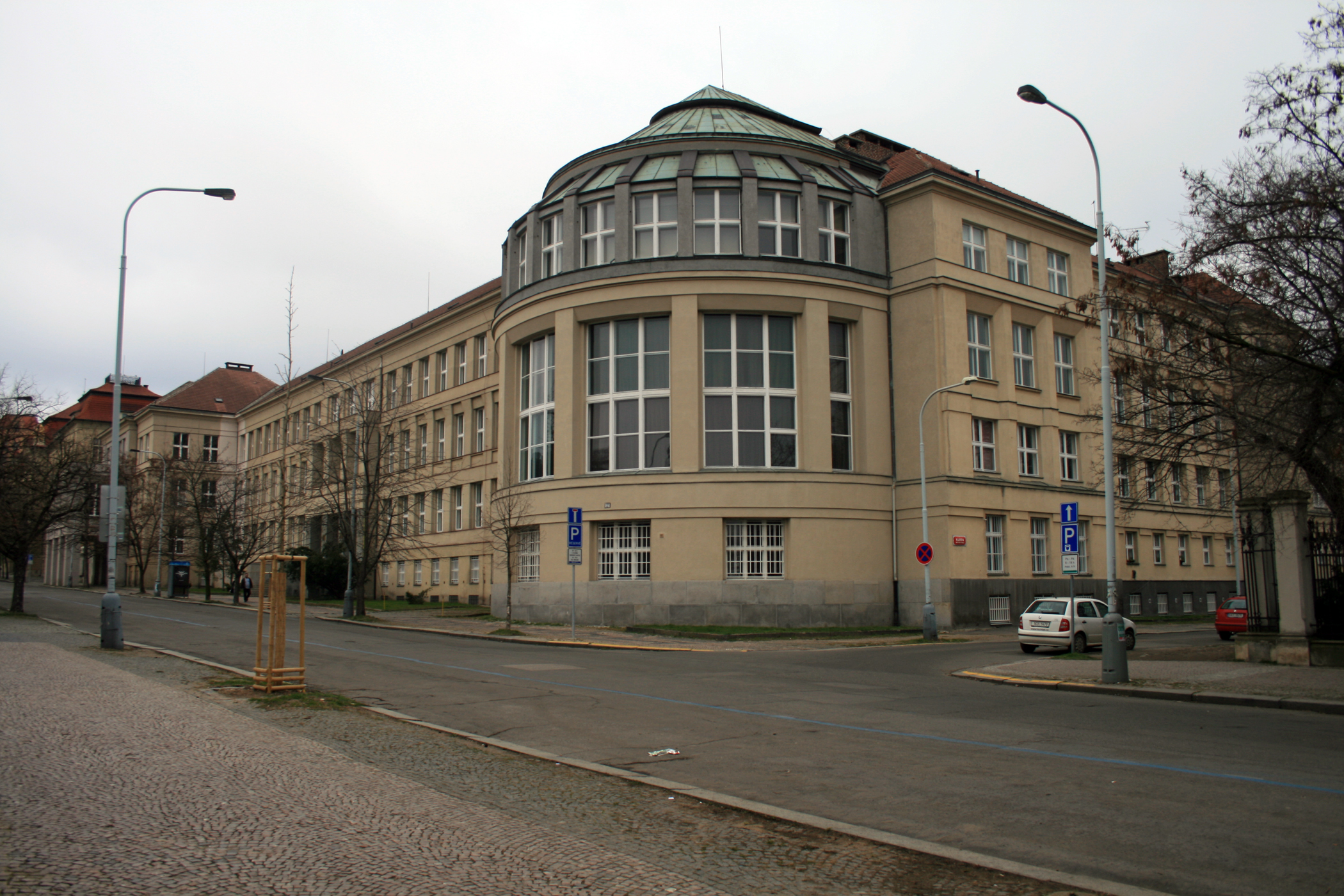
Facultatea de medicină, Praga

În anul 1803, după bacalaureat, Krombholz a început studiul de medicină la Universitatea Carolină din Praga, participând mai întâi la cursul inferior de Chirurgie, apoi, în 1805, găsindu-l magistru de obstetrică, obținând, în 1808, titlul provizoriu de prosector (1812 definitiv). Apoi, Krombholz a întreprins numeroase călătorii de studiu, numit, în 1811, Dr. med. et Chir.  la universitatea din Erfurt, în 1812, după moartea lui Joseph Anton Oechy (căsătorit cu fiica lui, pe 5 februarie 1820), succesorul acestuia ca profesor de chirurgie teoretică la Praga (în 1814, Dr. med. Univ. tot acolo). În Războaiele Napoleoniene din 1813-1814, el sa remarcat în grija răniților. În 1820 medicul a devenit succesorul lui Jan Nepomuk cavaler de Nádherný (1772-1860) la Catedra de Farmacologie de Stat, lucrând mai întâi în institutul anatomic ca profesor de Medicină Legală. Apoi  a fost stabilit ca profesor de patologie specială și terapie precum medic primar (1828), în 1836 profesor de fiziologie. În anii 1825-1836 a avut suplimentar funcția de director al Departamentului de medicină internă la Spitalul General din Piața Carol în Praga. În acest timp a achiziționat mare merite ca chirurg și medic.
Dar el a fost și un mecena. Astfel Krombholz a fondat o bibliotecă de spital pentru studenți la medicina și medici (1827).  În 1831,  a tratat bolnavi în timpul epidemiei de holeră la Praga fără onorar. În același an medicul a fost numit rector al Universității din Praga. Doi ani mai târziu a instituit o fundație (cu un capital de aproape 100.000 fl.) pentru a ajuta studenți săraci care,  printre altele, au fost tratați gratuit. Mai departe, el a fost bine cunoscut ca susținător al studenților lipsiți de mijloace, cheltuind de atunci încolo pentru dânșii mari sume de bani.
Prin actul de nobilare la 13 mai 1836 (diploma de la 17 septembrie al anului), scientistul a fost înnobilat de către împăratul Ferdinand I al Austriei pentru serviciile sale medicale și educaționale cu titlul "Edler von Krombholz".
Krombholz a elaborat, în 1837, un ghid cu adrese importante ale  oamenilor de știință precum medicilor din Praga,  fiind ales un an mai târziu membru al Leopoldinei. Pe ziua de 20 decembrie 1838 a fost numit cetățean de onoare al orașului Praga și în 1939 împăratul i-a mai dat titlul de consilier gubernial.

### Micologul

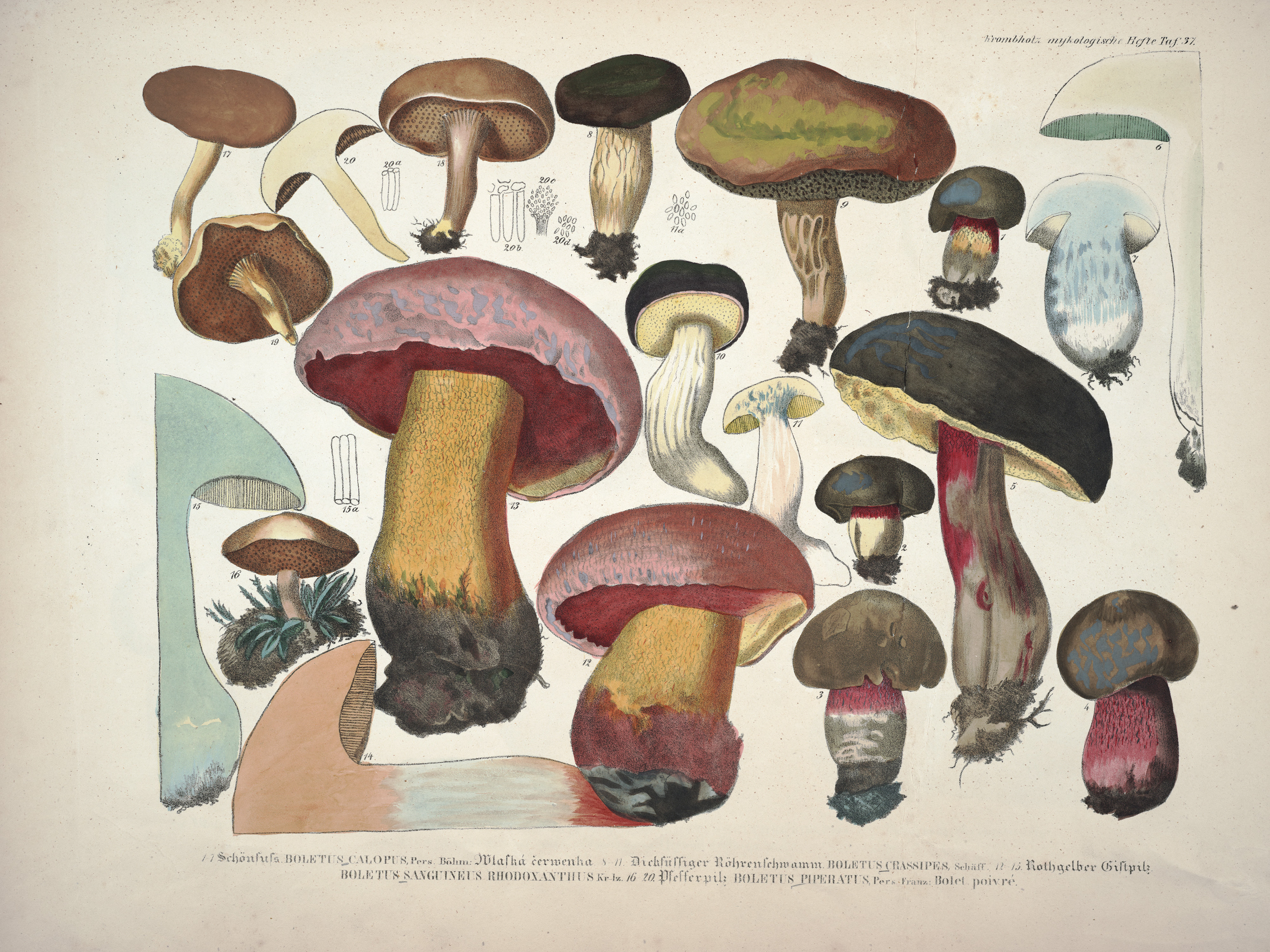
Krombholz: ciuperci, tab. 37

În afară de cariera sa medicinală, Krombholz avut un mare interes în micologie. El a efectuat numeroase experimente în legătură cu toxicitatea ciupercilor. Lucrarea sa Naturgetreue Abbildungen und Beschreibungen der essbaren, schädlichen und verdächtigen Schwämme (Ilustrații realiste și descrieri ale bureților comestibili, dăunători, și suspecți) cu 76 de pagini colorate care a început-o în anul 1831 bazează pe propriile sale observații și este cunoscută pentru imaginile realiste (76 de pagini colorate) și descrierile ciupercilor otrăvitoare, comestibile și suspecte. Din păcate, marele savant a murit timpuriu, înaintea finalizării acestei mari opere, astfel încât secțiunile finale ale cârtii au fost suplimentate de prietenul său Johann Baptist Zobel (1812-1865) până în anul 1846. Această operă a fost pentru mulți ani carte de standard pentru toți micologii. Între altele el a descris multe soiuri de ciuperci, între altele Agaricus hortensis astăzi Agaricus bisporus și Xerocomus rubellus azi  (Xerocomellus rubellus).

### Epilog
Dar marele scientist n-a fost sănătos. Deja în anul 1840, a suferit un accident vascular cerebral, plecând de acea în cură la Napoli, acompaniat de familie și medicul privat. Simțindu-se mai bine după un an de zile, s-a înapoiat în patrie. Dar accidentul vascular s-a repetat la 24 decembrie 1842. O cură la Karlsbad apoi la Liboch nu i-au putut aduce ușurare sau chiar ameliorare. Mult mai mult, starea s-a se înrăutățea de lună la lună. În ultimul timp al vieții aproape nu a mai fost capabil să se miște. Cum este vestit, marele savant a murit la sunetul clopotului de ceas de ora 12 în noaptea de la 1 spre 2 noiembrie. El a fost înmormântat în cimitirul de la Wolschan (din 1922 cartier al capitalei), deplâns de soția sa Theresia, de fiicele lui Otilia, Ernestine și Theresia precum de multe sute de persoane prezente. Inima lui mumificata este încă păstrată in primul departament de medicină internă al universității.

## Onoruri

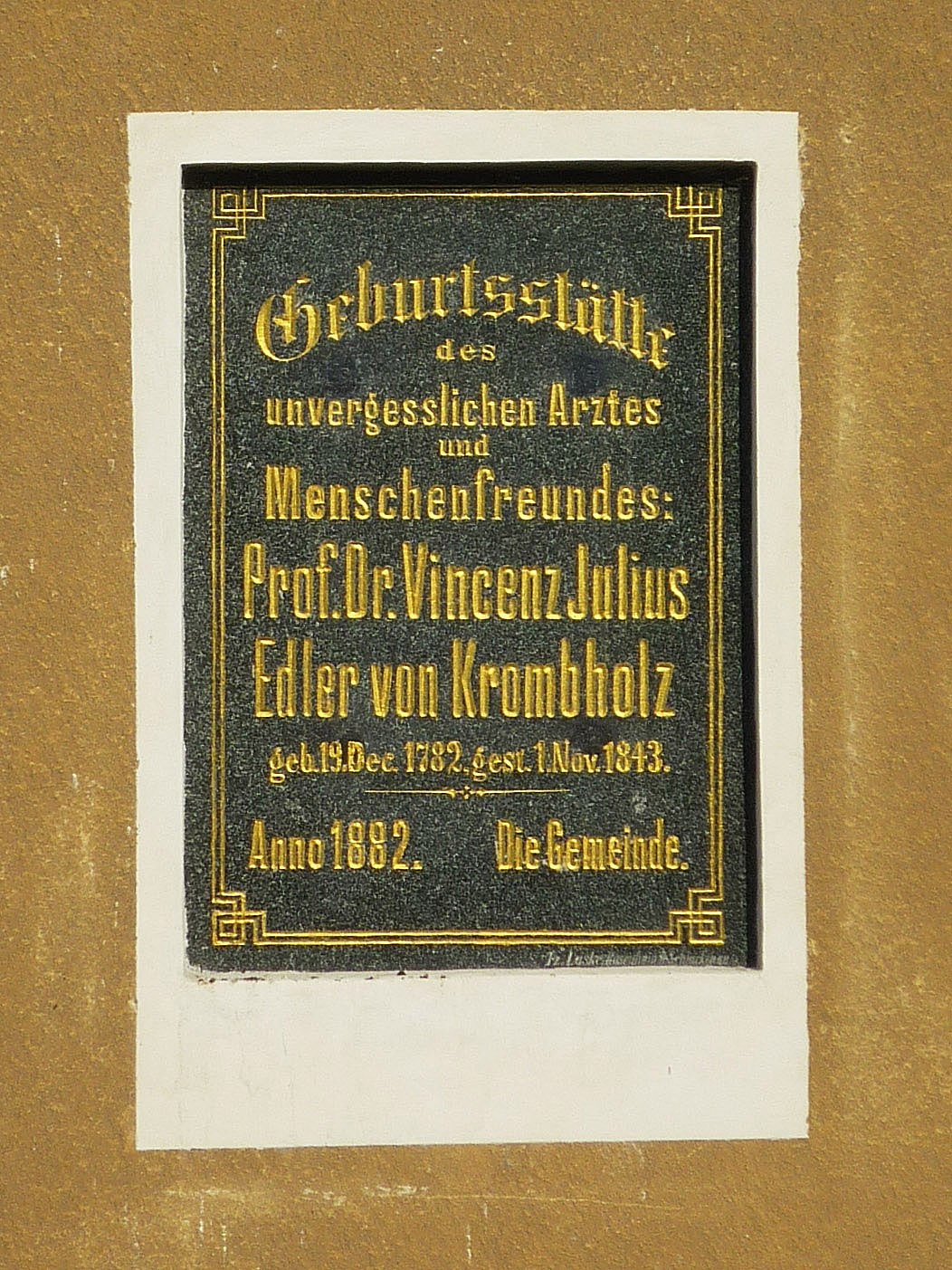
Krombholz: plachetă comemorabilă

Faimosul medic și micolog a fost numit membru în multe organizații, printre altele:
- Ales Rector magnificus
- Membru al Academiei Regale de Științe a Boemiei
- Membru de onoare al Academiei Regale de Științe din Budapesta
- Membru al asociației imperiale de medici din Viena
- Membru al asociației regale de medicină din Paris
- Membru al asociației regale de chirurgi din Berlin
- Membru al asociației regale de medicină din Leipzig
- Membru al asociației regale de naturalism și medicină din Dresden
- Membru al Muzeului Boemiei
- Membru al asociației naturaliștilor din Breslau
- Membru al asociației naturaliștilor din Erlangen
- Membru al asociației naturaliștilor din Harkiv
- Membru al asociației naturaliștilor din Heidelberg
- Membru corespondent al asociației botanice din Regensburg

## Dedicări (selecție)

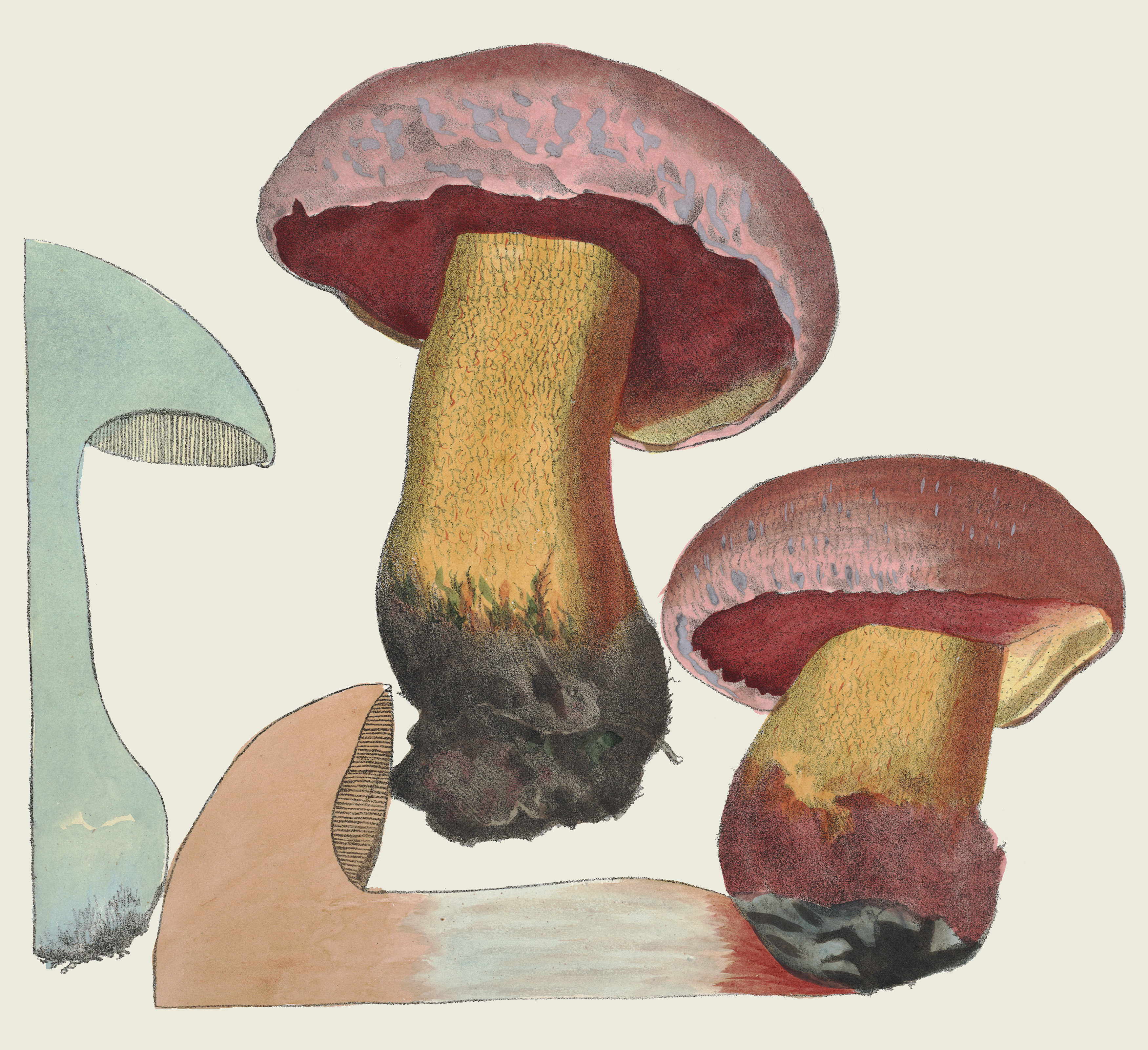
Krombh.: Boletus sanguineus, rhodoxanthus

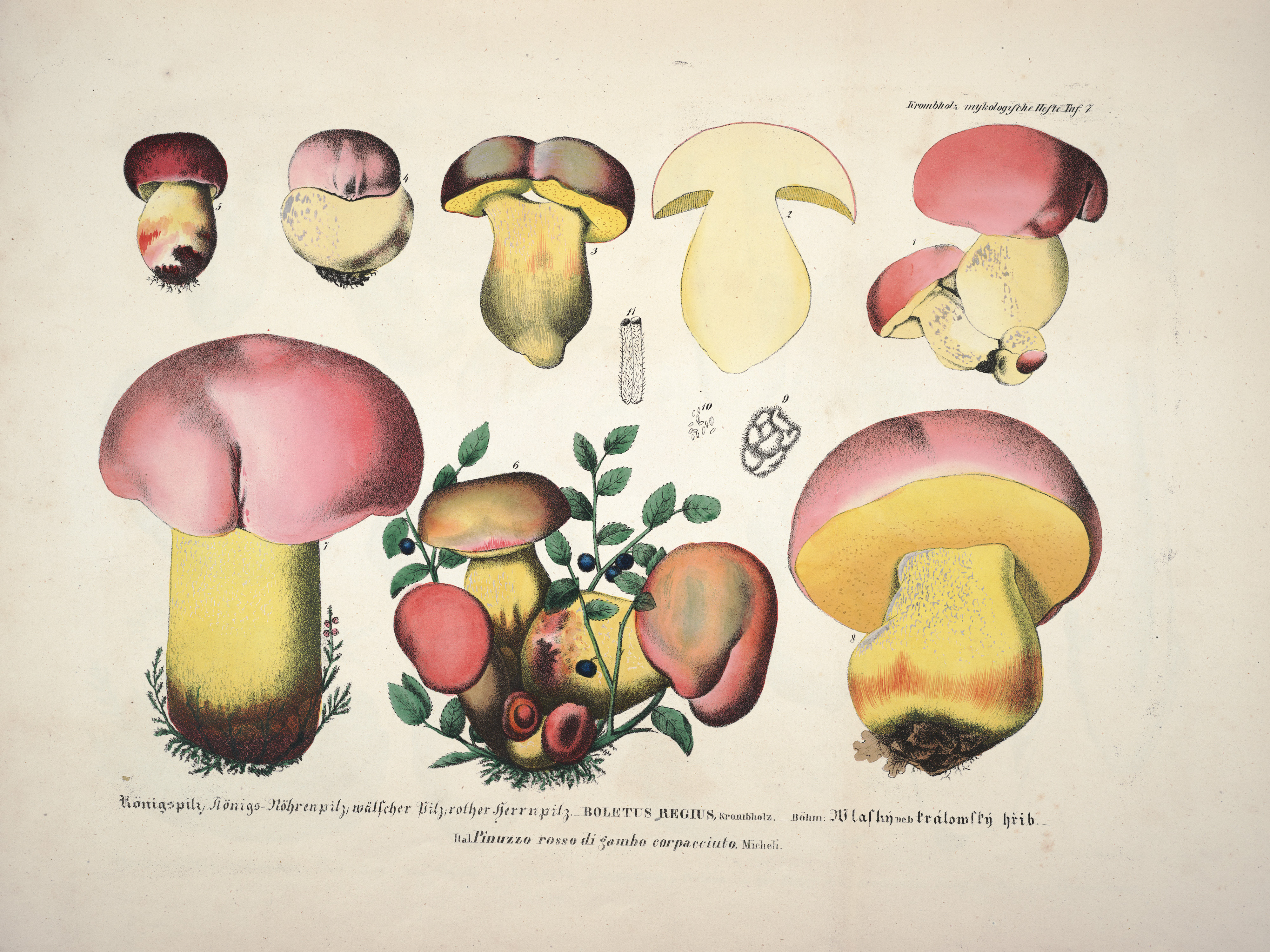
Krombholz, tab. 7

Acestui om de știință au fost dedicate mai multe genuri și specii.

### Genuri
- Genul Krombholz sin. Zeugites din familia Poaceae (botanică)
- Genul Krombholzia (P. Karst. 1881), astăzi Leccinum
- Genul Krombholziella Maire astăzi Leccinum  (1937)

### Specii
- Acrothecium krombholzii, un anamorfic al Pezizomycotina (Sacc. 1910)
- Clavaria krombholzii (Fr. 1838), în momentul de față  Ramariopsis kunzei, din familia Clavariaceae
- Cortinarius krombholzii (Fr. 1874), din familia Cortinariaceae
- Gyromitra krombholzii (Rehm 1895) astăzi Discina fastigiata, din familia Helvellaceae
- Helvella gigas, astăzi Gyromitra gigas
- Krombholzia aurantiaca (Bull.) E.-J. Gilbert (1931)
- Krombholzia crocipodia (E. J. Gilbert 1931) astăzi Leccinellum crocipodium, din familia Boletaceae
- Krombholzia holopus (Rostk.) Pilát (1951)
- Krombholziiella holopus (Rostk.) Šutara (1982)
- Krombholzia scabra (Buretele călugăresc) (P. Karst. 1881), din familia Boletaceae
- Krombholzia rufescens (Fr. 1821), astăzi Leccinum versipelle, din familia Boletaceae
- Pocillaria krombholzii (Kuntze 1898), din familia Polyporaceae
- Russula krombholzii (Shaffer 1970), astăzi Russula atropurpurea, din familia Russulaceae
- Verpa krombholzii (Corda 1828), din familia Morchellaceae, denumită de Krombh. însuși

## Opere (selecție)
Toate lucrările au fost scrise în limba germană:
- Conspectus fungorum esculentorum – Übersicht der essbaren Schwämme, Editura J. G. Calve, Praga 1821
- Abhandlungen aus dem Gebiete der gesammten Akologie, zur Begründung eines Systems derselben (1825)
- Anatomische Beschreibung eines sehr merkwürdigen Anencephalus, mit drei Kupferplatten (1830)
- Naturgetreue Abbildungen und Beschreibungen der essbaren, schädlichen und verdächtigen Schwämme, vol. 1-10, Editura J. G. Calve, Praga 1831-1846, cu multe pläci colorate volumele 1-3
- General-Rapport über die asiatische Cholera zu Prag im Jahre 1831 und 1832 nach den in den Choleraspitälern gewonnenen Erfahrungen (1836)
- Topographisches Taschenbuch von Prag zunächst für Naturforscher und Ärzte (1837)
- Naturgetreue Abbildungen und Beschreibungen der essbaren, schädlichen und verdächtigen Schwämme, cu multe ilustrații, 10 volume, Editura J. G. Calve'sche Buchhandlung, Praga 1846